# Hard Feelings/Loveless
"Hard Feelings/Loveless" é um pot-pourri gravado pela cantora e compositora neozelandesa Lorde para seu segundo álbum de estúdio, Melodrama (2017). Ela co-escreveu e co-produziu a faixa com Jack Antonoff, com produção adicional de Frank Dukes. A canção busca referências de gêneros como música industrial, noise music e electronica, e utiliza sintetizadores distorcidos. "Loveless" inclui dois samples: as primeiras duas linhas da canção são tiradas de um documentário sobre o álbum Graceland (1986), de Paul Simon, e o solo de bateria transicional vem da canção de 1981 "In the Air Tonight", de Phil Collins. A letra detalha as emoções que surgem quando as paixões acabam e, ao mesmo tempo, ridicularizando o esforço da atual geração para fingir não ser afetada pelo amor.
A canção recebeu análises positivas de críticos de música, muitos elogiando a letra e produção da canção. A letra foi comparada ao filme de suspense de 1987 Fatal Attraction, enquanto sua produção foi comparada ao trabalho de Kanye West em Yeezus (2013). Os temas da faixa giram em torno dos efeitos de um coração partido e de questões sociais sobre o amor. Lorde apresentou "Hard Feelings/Loveless", com seis outras canções, como parte de uma série reimaginada da Vevo no Electric Lady Studios, onde ela gravou grande parte de seu álbum. Também apresentou a canção no Festival de Glastonbury de 2017. Também foi parte da set list de sua turnê mundial Melodrama World Tour (2017-18).

## Antecedentes e desenvolvimento

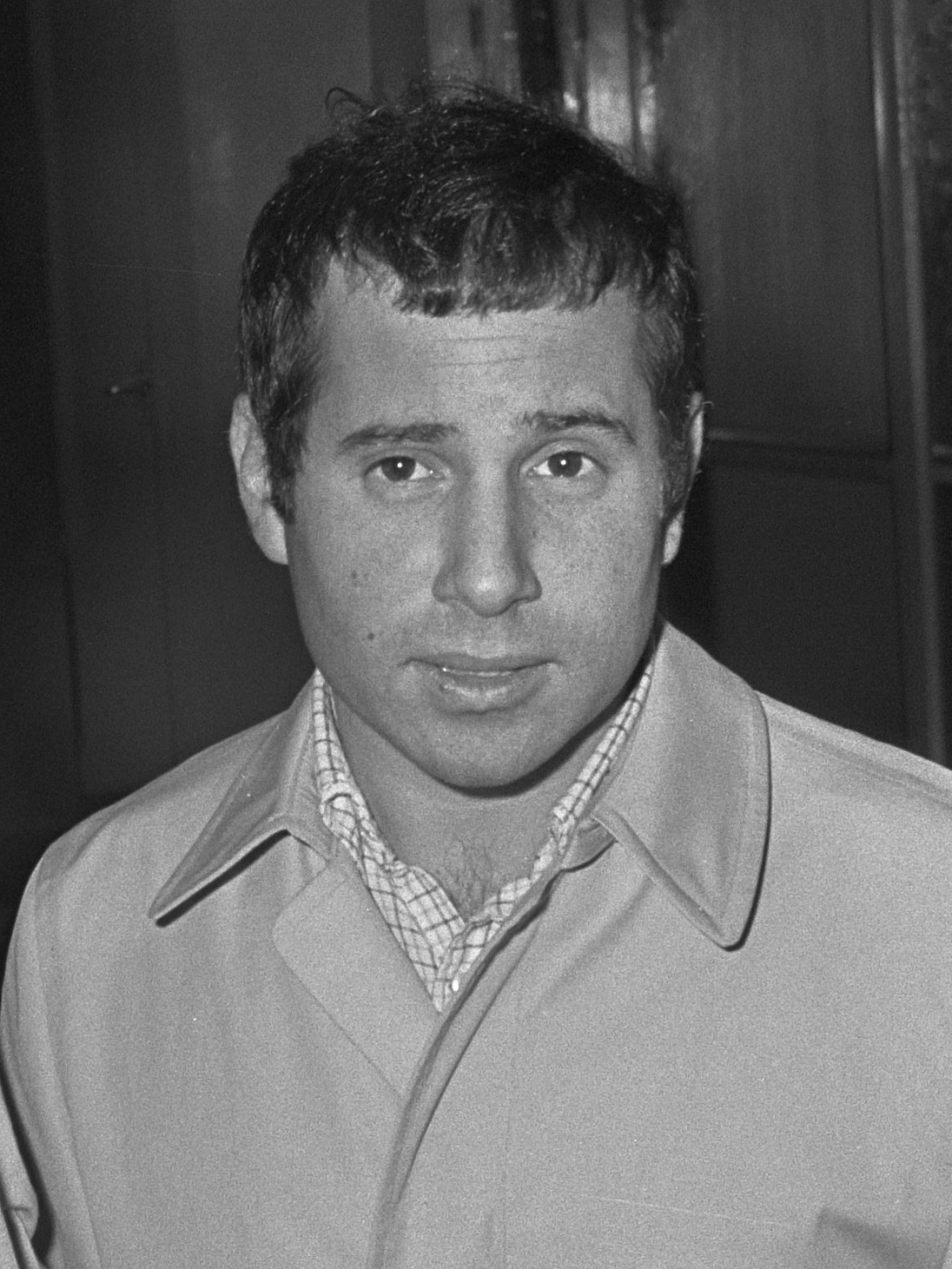
"Loveless" contém uma amostra de Paul Simon (na foto de 1966) em seu documentário sobre seu álbum de 1986, Graceland.

Lorde revelou em uma entrevista ao The Spinoff que as primeiras duas linhas de "Loveless", "What is this tape? / This is my favorite tape", são uma amostra de um documentário que ela assistiu sobre o álbum Graceland (1986) de Paul Simon. O solo de bateria, utilizado como o instrumento de transição para "Loveless", é uma amostra da canção de Phil Collins de 1981, "In the Air Tonight". Lorde afirmou que esta foi uma das primeiras faixas no álbum. Ela ouvia frequentemente o soft rock de Leonard Cohen, Joni Mitchell, Fleetwood Mac e Paul Simon enquanto andava de metrô em Nova Iorque, ou voltada de táxi para casa de festas em sua cidade natal de Auckland. Eles foram fontes de inspiração para "Hard Feelings/Loveless".
Apesar de não ser creditado na produção, Lorde disse que Malay trouxe algumas guitarras utilizadas em "Hard Feelings". Ela descreveu o sentimento da canção como o de "estar sentado no carro, adiando o momento quando você tem que abrir a porta e continuar para a sua vida," querendo simplesmente "ficar lá sentado por mais um segundo antes de seguir em frente". Em um perfil para o The New York Times, Jack Antonoff disse que a canção era "a calma após uma grande briga". Ele também disse que "Hard Feelings/Loveless" lembrava-o da canção de 1989 "The Heart of the Matter", de Don Henley, que "lida com a notícia de que um amante anterior encontrou alguém novo, e então lamenta outros relacionamentos passados". Lorde lembra que sentiu essas exatas emoções, dizendo que no "momento que você sai do carro, vocês só vão ficar mais distantes um do outro". Antonoff disse, em uma entrevista com a Entertainment Weekly, que um dos momentos que o deixou mais orgulhoso durante a gravação do álbum foi quando ele incluiu um "sintetizador no final [da canção] que soa como metal entortando".
Durante a gravação da canção, Lorde disse que sentiu uma conexão instantânea com Antonoff, descrevendo-o como um indivíduo muito singular. Ela disse que estava "basicamente namorando rapidamente diferentes produtores e compositores em Los Angeles e odiando. E então [ela] entrou em uma sala com [Antonoff] e se sentiu em casa." Apesar dos instintos diferentes de Lorde e Antonoff, suas visões compartilhadas sobre música pop ajudaram Lorde a sentir confiança e segurança com ele. Ela disse que era raro ser "completamente eu mesma" em volta de um colaborador masculino. Ela notou que Antonoff copiava sua respiração, o que criou "momentos de respiração" durante a canção que transmitiam a sensação de "uma cama quente". Lorde comparou o refrão a música tradicional dos anos 80. Durante o processo de gravação, Antonoff recomendou que Lorde se inspirasse na voz de Sinéad O'Connor, que ele considerou como "música contemporânea para adultos".

## Gravação e letra
Lorde gravou "Hard Feelings/Loveless" em cinco locações diferentes nos Estados Unidos. Ela começou a gravar no Conway Recording Studios, em Los Angeles, Califórnia, assistida pela engenheiro de gravação Eric Eylands. Ela também gravou no Rough Customer Studios, em Brooklyn Heights, Nova Iorque, com Barry McCready e Jack Antonoff. Também gravou no Electric Lady Studios e no Jungle City Studios. Foi completado no Westlake Recording Studios, em Los Angeles, com Greg Eliason. John Hanes misturou "Hard Feelings" no MixStar Studios, enquanto Antonoff misturou "Loveless" em seu estúdio particular, Rough Customer Studios. Os créditos também incluem Frank Dukes, que forneceu produção adicional à canção.
"Hard Feelings/Loveless" é composta na tonalidade de Si bemol maior com um andamento moderado de 74 batidas por minuto. Os vocais de Lorde abrangem um intervalo de E♭3 a G4. A canção possui duas progressões harmônicas diferentes; "Hard Feelings" segue uma sequência básica de B♭–E♭–Gm, enquanto "Loveless" segue uma sequência de E♭–Cm–A♭–B♭. "Hard Feelings/Loveless" é uma canção com "infusão industrial", com influências de outros gêneros como noise music e electronica, bem como o uso de sintetizadores distorcidos e batidas eletrônicas em sua produção.
Críticos interpretaram "Hard Feelings" como uma canção sobre as emoções do fim de uma paixão, enquanto "Loveless" discute a "epidemia geracional do amor". Stacey Anderson, da Pitchfork, descreveu a canção como tendo uma "aspereza eletrônica atonal, que range." Jon Pareles, do The New York Times, descreveu a produção de "Hard Feelings/Loveless" como fundindo "misturas com noise," fazendo "gaguejos e manchas de distorção de sintetizador transbordarem pelas beiradas" da primeira canção como a "tempestade psíquica por trás das tentativas da canção de conquistar um término misericordioso". Spencer Kornhaber, da The Atlantic, sentiu que a letra da canção pinta uma "cena tocante [de Lorde] sentada em um carro com um namorado à beira de um término", terminando a canção com "I guess I should go" (Eu acho que eu deveria ir).

## Recepção crítica e promoção
"Hard Feelings/Loveless" recebeu análises positivas de críticos de música, muitos elogiando a letra e produção experimental da faixa. Nolan Feeney, para a Entertainment Weekly, disse que Lorde mostrou uma "autoconsciência cintilante, levando o clichê da ex-namorada louca" ao extremo. A persona de Lorde foi comparada a Alexandra Forrest no filme de suspense de 1987 Fatal Attraction. Stanley Widianto, escritor do The Jakarta Post, sentiu que "Hard Feelings" tinha "os momentos mais desafiadores de Melodrama". Os sites Pigeons and Planes e Vulture incluiram a faixa nas suas listas de Melhores Canções da Semana. A Pretty Mych Amazing considerou "Hard Feelings/Loveless" uma das "canções pop mais ambiciosas" do ano, comparando sua sonoridade ao trabalho de Kanye West em seu álbum Yeezus (2013). A Slant afirmou que a primeira parte da canção é uma "surpresa agradável", referindo a ela como a "faixa mais descaradamente pop" que a cantora já gravou.
Em uma análise mista-positiva, The Spinoff considerou "Hard Feelings" uma "promessa tenra e introspectiva para seguir em frente sem perder a memória desse amor," mas disse que o momento de virada da canção "não é sinalizado". A publicação ainda comentou que o contraste entre as duas canções é "obviamente intencional", fazendo uma "declaração artística ambígua" que o álbum não cumpre. "Loveless" foi comparada à canção "Bad Blood" (2015) de Taylor Swift, uma canção que "parece risivelmente crua quando se escuta pela primeira vez em comparação com o trabalho considerado" dos dois lados. Compartilhando sentimentos similares, Anna Gaca, para o Spin, comentou que a faixa é "áspera" e um "quebra-cabeça de duas faces que range por seu instrumental experimental". Gaca também afirmou que os "momentos mais estranhos [do álbum] brilham como um diamante," e que há algo para amar em todas as canções, "até na infeliz Loveless".
Lorde apresentou "Hard Feelings/Loveless", com seis outras canções, como parte de uma série reimaginada da Vevo no Electric Lady Studios, onde ela gravou grande parte de seu álbum. Também foi parte da set list de sua turnê mundial Melodrama World Tour (2017-18). "Hard Feelings" foi a terceira canção apresentada em seu show em Manchester, Reino Unido, enquanto "Loveless" foi o bis.

## Créditos
Créditos adaptados das anotações de Melodrama.
Gravação e administração
- Gravado em Conway Recording Studios (Los Angeles, Califórnia), Electric Lady Studios (Greenwich Village, Nova Iorque), Jungle City Studios (Chelsea, Manhattan), Rough Customer Studios (Brooklyn Heights, Nova Iorque) e Westlake Recording Studios (Los Angeles).
- "Hard Feelings" misturada em MixStar Studios (Virginia Beach, Virgínia) / "Loveless" misturada em Rough Customer Studios
- Masterizado em Sterling Sound Studios (Nova Iorque)
- Publicado por Songs Music Publishing, Sony/ATV Songs LLC, Ducky Donath Music (BMI)
- Paul Simon aparece como cortesia do filme documentário, Under African Skies: Paul Simon's Graceland Journey, produzido pela RadicalMedia/Indie Age Films

Pessoal
- Lorde – composição, vocais, produção
- Jack Antonoff – composição, produção, mistura ("Loveless")
- Frank Dukes – produção adicional ("Loveless")
- Laura Sisk – engenharia
- Greg Eliason – assistência de engenharia
- Eric Eylands – assistência de engenharia
- Barry McCready – assistência de engenharia
- Brendan Morawski – assistência de engenharia
- Serban Ghebea – mistura ("Hard Feelings")
- John Hanes – engenharia de mistura
- Randy Merrill – masterização